# Torneo Interbritannico 1931
Il Torneo Interbritannico 1931 fu la quarantatreesima edizione del torneo di calcio conteso tra le Home Nations dell'arcipelago britannico. Il torneo fu vinto congiuntamente da Inghilterra e Scozia.

## Risultati
| Data             | Luogo     | Squadra 1   | Risultato | Squadra 2   |
| ---------------- | --------- | ----------- | --------- | ----------- |
| 20 ottobre 1930  | Sheffield | Inghilterra | 5 - 1     | Irlanda     |
| 25 ottobre 1930  | Glasgow   | Scozia      | 1 - 1     | Galles      |
| 22 novembre 1930 | Wrexham   | Galles      | 0 - 4     | Inghilterra |
| 21 febbraio 1931 | Belfast   | Irlanda     | 0 - 0     | Scozia      |
| 29 marzo 1931    | Glasgow   | Scozia      | 2 - 0     | Inghilterra |
| 22 aprile 1931   | Wrexham   | Galles      | 3 - 2     | Irlanda     |

## Classifica
| Pos | Squadra     | Pti | G | V | N | P | GF | GS |
| --- | ----------- | --- | - | - | - | - | -- | -- |
| 1   | Inghilterra | 4   | 3 | 2 | 0 | 1 | 9  | 3  |
| 1   | Scozia      | 4   | 3 | 1 | 2 | 0 | 3  | 1  |
| 3   | Galles      | 3   | 3 | 1 | 1 | 1 | 4  | 7  |
| 4   | Irlanda     | 1   | 3 | 0 | 1 | 2 | 3  | 8  |